# 8e étape du Tour de France Femmes 2023
Pour un article plus général, voir Tour de France Femmes 2023.
La 8e et dernière étape du Tour de France Femmes 2023 se déroule le dimanche 30 juillet 2023 autour de Pau sous la forme d'un contre-la-montre, sur une distance de 22,6 kilomètres.

## Déroulement de la course
Déjà en tête au classement intermédiaire, la Suissesse Marlen Reusser remporte cette dernière étape disputée contre-la-montre. Son équipière Demi Vollering, deuxième de l'étape, assure définitivement son maillot jaune. La contreperformance de la Néerlandaise Annemiek van Vleuten (14e de l'étape) l'éjecte du podium où la Belge maillot vert Lotte Kopecky s'empare de la deuxième place pour quelques centièmes de secondes devant la Polonaise Katarzyna Niewiadoma, détentrice du maillot à pois.

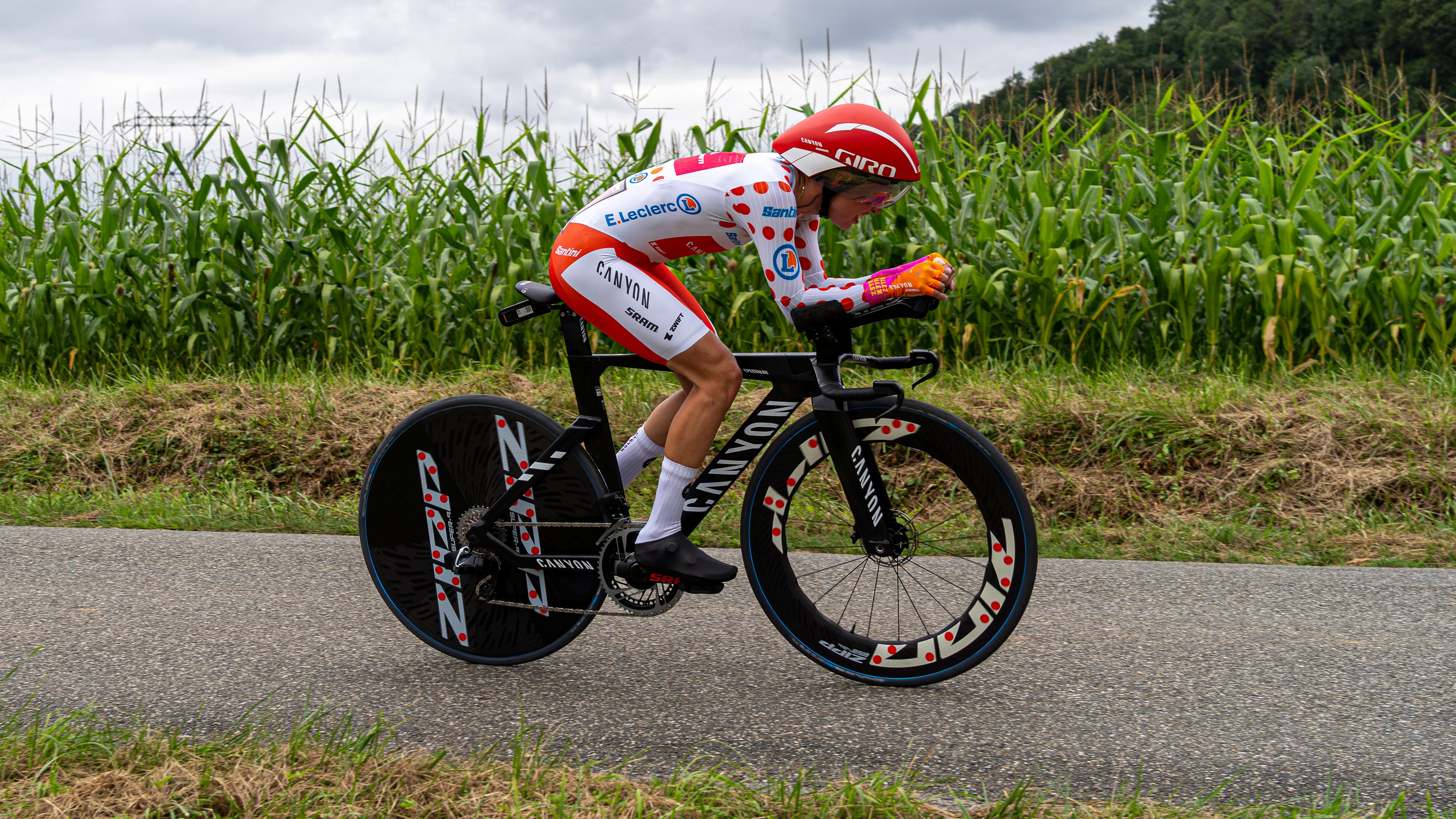
Niewiadoma, troisième au général à l'issue de l'étape, remporte le maillot à pois.
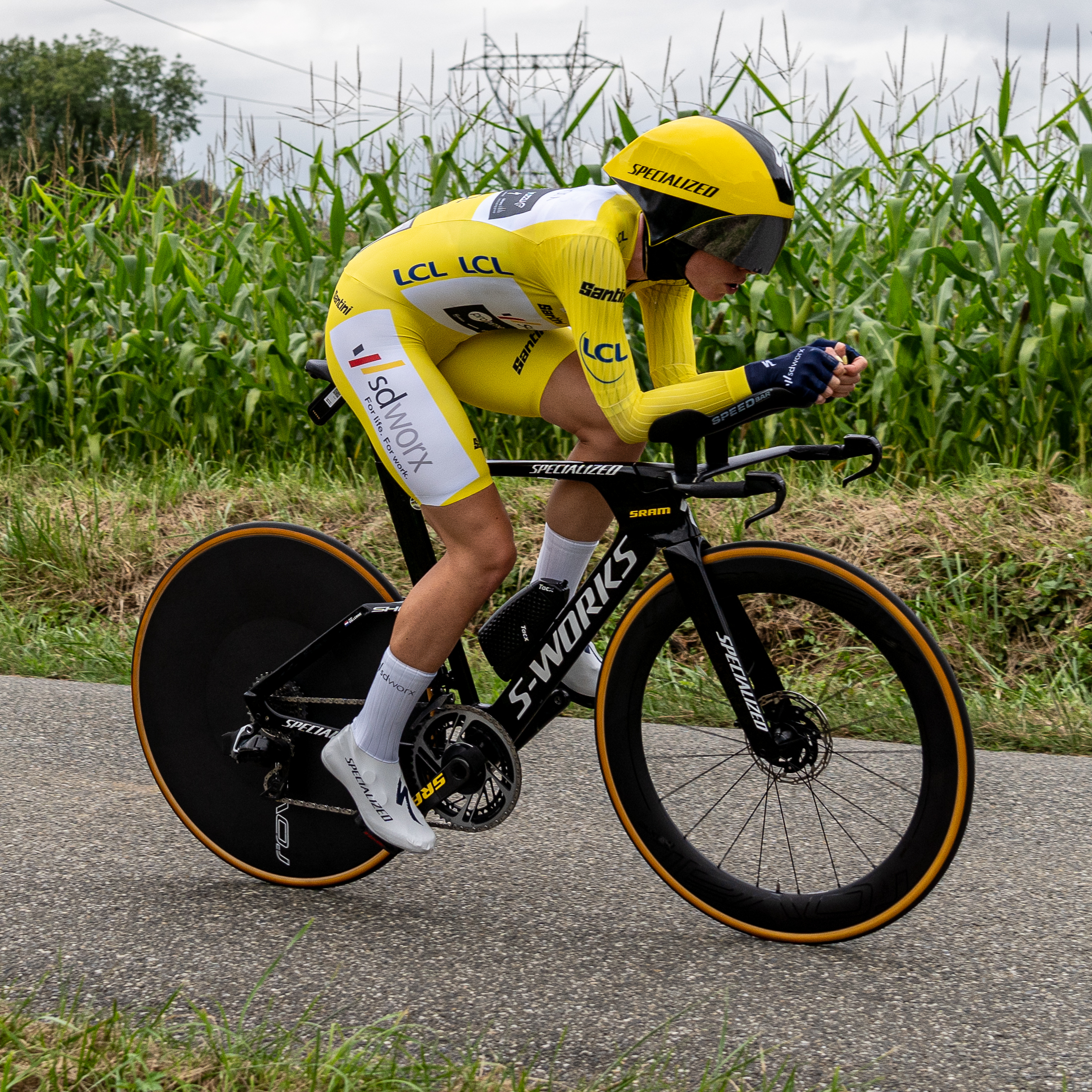
Vollering maillot jaune.
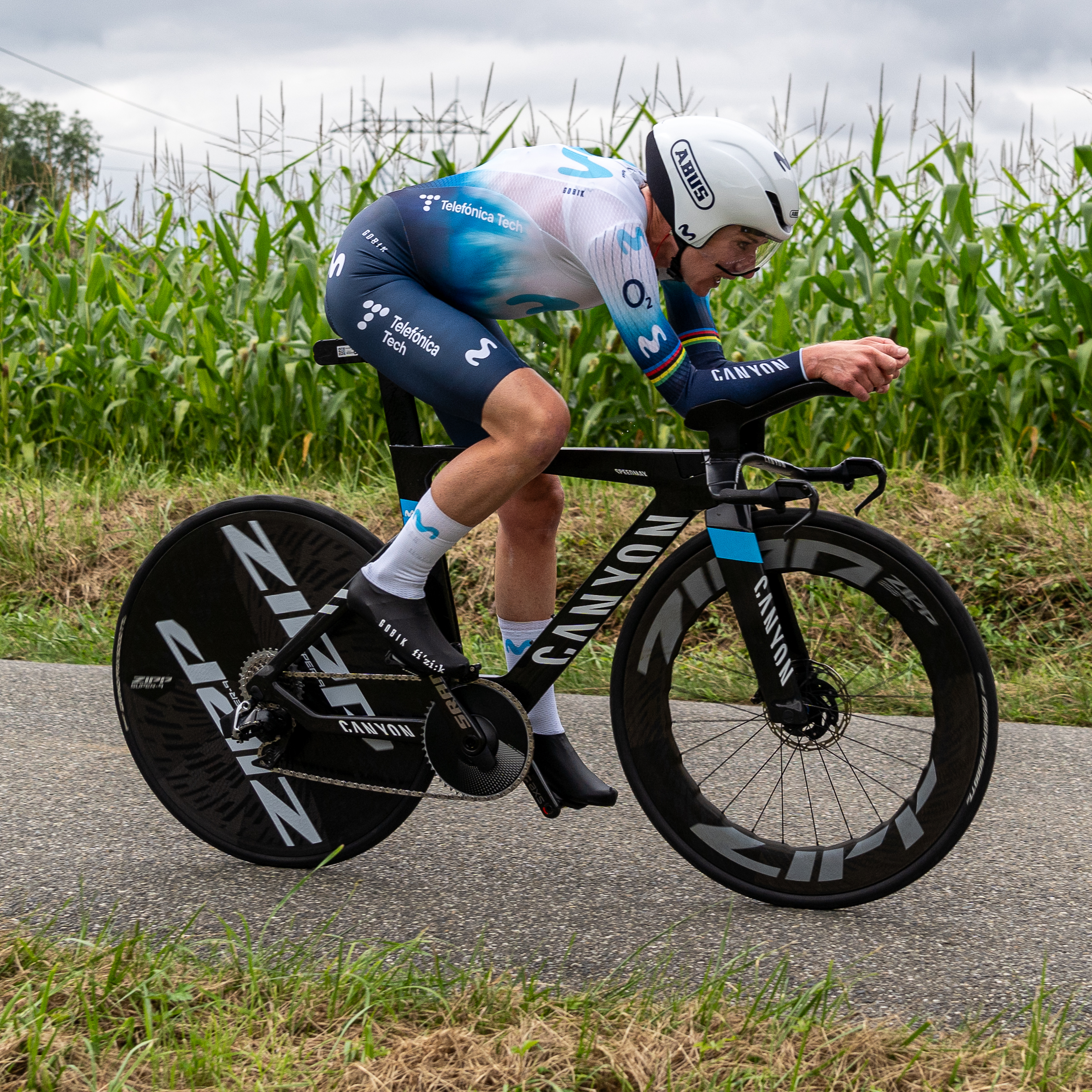
van Vleuten en course.
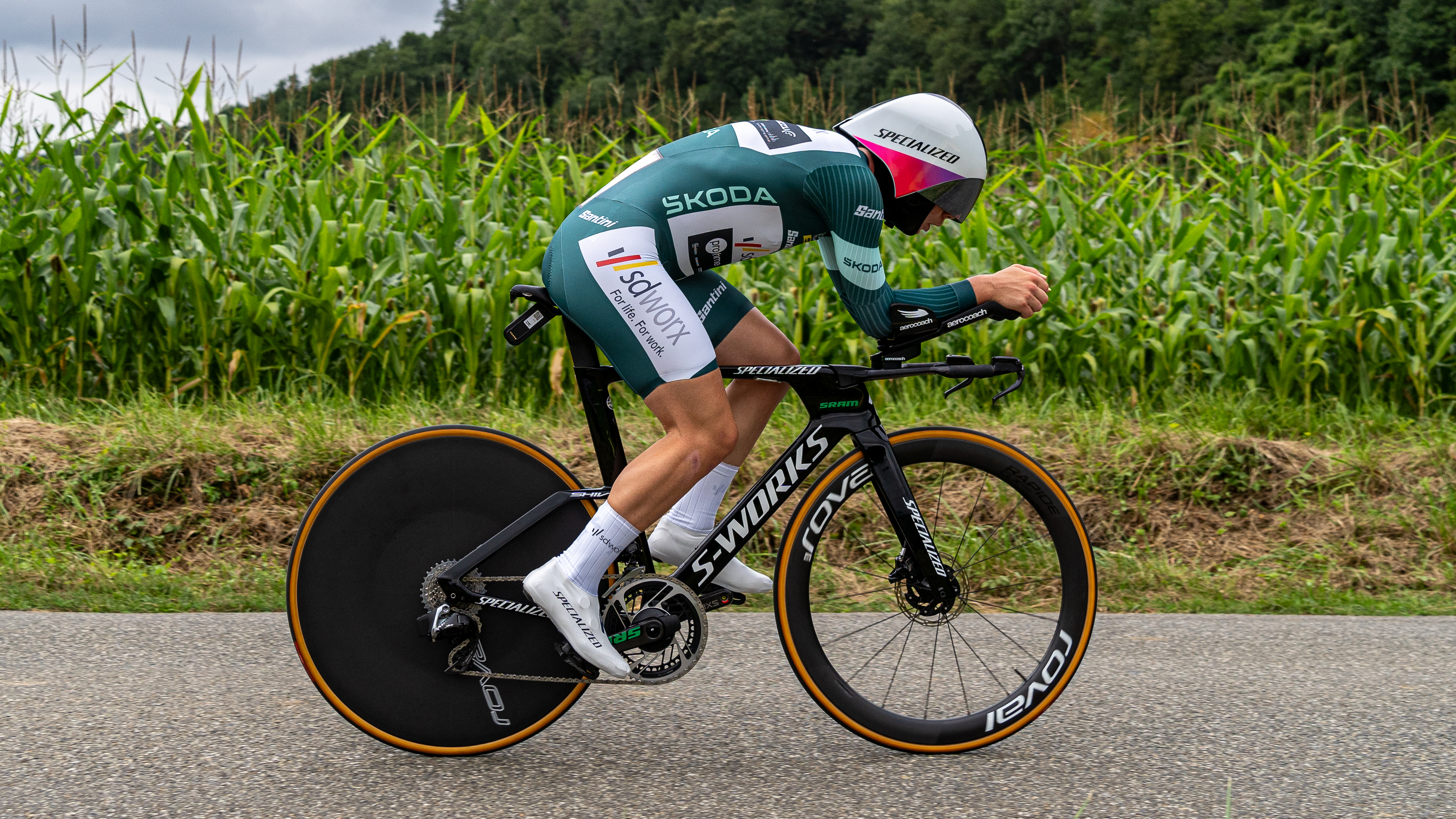
Kopecky, deuxième au général l'issue de l'étape, remporte le maillot vert.

## Résultats

### Classement de l'étape
| Classement de la 8e étape | Classement de la 8e étape | Classement de la 8e étape | Classement de la 8e étape | Classement de la 8e étape |
|                           | Coureur                   | Pays                      | Équipe                    | Temps                     |
| ------------------------- | ------------------------- | ------------------------- | ------------------------- | ------------------------- |
| 1er                       | Marlen Reusser            | Suisse                    | SD Worx                   | en 29 min 15 s            |
| 2e                        | Demi Vollering            | Pays-Bas                  | SD Worx                   | + 10 s                    |
| 3e                        | Lotte Kopecky             | Belgique                  | SD Worx                   | + 38 s                    |
| 4e                        | Grace Brown               | Australie                 | FDJ-Suez                  | + 40 s                    |
| 5e                        | Riejanne Markus           | Pays-Bas                  | Jumbo-Visma               | + 50 s                    |
| 6e                        | Juliette Labous           | France                    | Team DSM-Firmenisch       | + 1 min 17 s              |
| 7e                        | Olivia Baril              | Canada                    | UAE Team ADQ              | + 1 min 18 s              |
| 8e                        | Vittoria Guazzini         | Italie                    | FDJ-Suez                  | + 1 min 21 s              |
| 9e                        | Katarzyna Niewiadoma      | Pologne                   | Canyon-SRAM Racing        | + 1 min 23 s              |
| 10e                       | Lucinda Brand             | Pays-Bas                  | Lidl-Trek                 | + 1 min 30 s              |
| modifier                  |                           |                           |                           |                           |

### Classement au point intermédiaire
| Classement intermédiaire Bosdarros (km 12,1) | Classement intermédiaire Bosdarros (km 12,1) | Classement intermédiaire Bosdarros (km 12,1) | Classement intermédiaire Bosdarros (km 12,1) | Classement intermédiaire Bosdarros (km 12,1) |
|                                              | Coureur                                      | Pays                                         | Équipe                                       | Temps                                        |
| -------------------------------------------- | -------------------------------------------- | -------------------------------------------- | -------------------------------------------- | -------------------------------------------- |
| 1er                                          | Marlen Reusser                               | Suisse                                       | SD Worx                                      | en 16 min 38 s                               |
| 2e                                           | Demi Vollering                               | Pays-Bas                                     | SD Worx                                      | + 13 s                                       |
| 3e                                           | Grace Brown                                  | Australie                                    | FDJ-Suez                                     | + 27 s                                       |
| 4e                                           | Lotte Kopecky                                | Belgique                                     | SD Worx                                      | + 30 s                                       |
| 5e                                           | Riejanne Markus                              | Pays-Bas                                     | Jumbo-Visma                                  | + 31 s                                       |
| 6e                                           | Katarzyna Niewiadoma                         | Pologne                                      | Canyon-SRAM Racing                           | + 32 s                                       |
| 7e                                           | Juliette Labous                              | France                                       | Team DSM-Firmenisch                          | + 40 s                                       |
| 8e                                           | Audrey Cordon-Ragot                          | France                                       | Human Powered Health                         | + 56 s                                       |
| 9e                                           | Coralie Demay                                | France                                       | St Michel-Mavic-Auber93                      | + 56 s                                       |
| 10e                                          | Anna Henderson                               | Grande-Bretagne                              | Jumbo-Visma                                  | + 59 s                                       |
| modifier                                     |                                              |                                              |                                              |                                              |

### Points attribués
| Arrivée d'étape Pau (km 22,6) | Arrivée d'étape Pau (km 22,6) | Arrivée d'étape Pau (km 22,6) | Arrivée d'étape Pau (km 22,6) | Arrivée d'étape Pau (km 22,6) |
| ----------------------------- | ----------------------------- | ----------------------------- | ----------------------------- | ----------------------------- |
|                               | Coureur                       | Pays                          | Équipe                        | Point(s)                      |
| 1er                           | Marlen Reusser                | Suisse                        | SD Worx                       | 20                            |
| 2e                            | Demi Vollering                | Pays-Bas                      | SD Worx                       | 17                            |
| 3e                            | Lotte Kopecky                 | Belgique                      | SD Worx                       | 15                            |
| 4e                            | Grace Brown                   | Australie                     | FDJ-Suez                      | 13                            |
| 5e                            | Riejanne Markus               | Pays-Bas                      | Jumbo-Visma                   | 11                            |
| 6e                            | Juliette Labous               | France                        | Team DSM-Firmenisch           | 10                            |
| 7e                            | Olivia Baril                  | Canada                        | UAE Team ADQ                  | 9                             |
| 8e                            | Vittoria Guazzini             | Italie                        | FDJ-Suez                      | 8                             |
| 9e                            | Katarzyna Niewiadoma          | Pologne                       | Canyon-SRAM Racing            | 7                             |
| 10e                           | Lucinda Brand                 | Pays-Bas                      | Lidl-Trek                     | 6                             |
| 11e                           | Audrey Cordon-Ragot           | France                        | Human Powered Health          | 5                             |
| 12e                           | Amber Kraak                   | Pays-Bas                      | Jumbo-Visma                   | 4                             |
| 13e                           | Anna Henderson                | Grande-Bretagne               | Jumbo-Visma                   | 3                             |
| 14e                           | Annemiek van Vleuten          | Pays-Bas                      | Movistar Team                 | 2                             |
| 15e                           | Georgie Howe                  | Australie                     | Team Jayco AlUla              | 1                             |
| modifier                      |                               |                               |                               |                               |

## Classements à l'issue de l'étape

### Classement général
| Classement général | Classement général       | Classement général | Classement général             | Classement général  |
|                    | Coureur                  | Pays               | Équipe                         | Temps               |
| ------------------ | ------------------------ | ------------------ | ------------------------------ | ------------------- |
| 1er                | Demi Vollering           | Pays-Bas           | SD Worx                        | en 25 h 17 min 35 s |
| 2e                 | Lotte Kopecky            | Belgique           | SD Worx                        | + 3 min 3 s         |
| 3e                 | Katarzyna Niewiadoma     | Pologne            | Canyon-SRAM Racing             | + 3 min 3 s         |
| 4e                 | Annemiek van Vleuten     | Pays-Bas           | Movistar Team                  | + 3 min 59 s        |
| 5e                 | Juliette Labous          | France             | Team DSM-Firmenich             | + 4 min 48 s        |
| 6e                 | Ashleigh Moolman Pasio   | Afrique du Sud     | AG Insurance-Soudal Quick-Step | + 5 min 21 s        |
| 7e                 | Cecilie Uttrup Ludwig    | Danemark           | FDJ-Suez                       | + 9 min 9 s         |
| 8e                 | Ane Santesteban González | Espagne            | Team Jayco AlUla               | + 9 min 36 s        |
| 9e                 | Ricarda Bauernfeind      | Allemagne          | Canyon-SRAM Racing             | + 9 min 56 s        |
| 10e                | Amanda Spratt            | Australie          | Lidl-Trek                      | + 10 min 14 s       |
| modifier           |                          |                    |                                |                     |

| Classement par points | Classement par points    | Classement par points | Classement par points          | Classement par points |
| --------------------- | ------------------------ | --------------------- | ------------------------------ | --------------------- |
|                       | Coureur                  | Pays                  | Équipe                         | Point(s)              |
| 1er                   | Lotte Kopecky            | Belgique              | SD Worx                        | 243 points            |
| 2e                    | Ashleigh Moolman Pasio   | Afrique du Sud        | AG Insurance-Soudal Quick-Step | 153 pts               |
| 3e                    | Demi Vollering           | Pays-Bas              | SD Worx                        | 97 pts                |
| 4e                    | Ricarda Bauernfeind      | Allemagne             | Canyon-SRAM Racing             | 81 pts                |
| 5e                    | Emma Norsgaard Jørgensen | Danemark              | Movistar Team                  | 67 pts                |
| 6e                    | Katarzyna Niewiadoma     | Pays-Bas              | Canyon-SRAM Racing             | 66 pts                |
| 7e                    | Liane Lippert            | Allemagne             | Movistar Team                  | 64 pts                |
| 8e                    | Marlen Reusser           | Suisse                | SD Worx                        | 60 pts                |
| 9e                    | Yara Kastelijn           | Pays-Bas              | Fenix-Deceuninck               | 60 pts                |
| 10e                   | Annemiek van Vleuten     | Pays-Bas              | Movistar Team                  | 59 pts                |
| modifier              |                          |                       |                                |                       |

| Classement de la meilleure grimpeuse | Classement de la meilleure grimpeuse | Classement de la meilleure grimpeuse | Classement de la meilleure grimpeuse | Classement de la meilleure grimpeuse |
| ------------------------------------ | ------------------------------------ | ------------------------------------ | ------------------------------------ | ------------------------------------ |
|                                      | Coureur                              | Pays                                 | Équipe                               | Point(s)                             |
| 1er                                  | Katarzyna Niewiadoma                 | Pologne                              | Canyon-SRAM Racing                   | 27 points                            |
| 2e                                   | Yara Kastelijn                       | Pays-Bas                             | Fenix-Deceuninck                     | 23 pts                               |
| 3e                                   | Demi Vollering                       | Pays-Bas                             | SD Worx                              | 19 pts                               |
| 4e                                   | Anouska Koster                       | Pays-Bas                             | Uno-X Pro Cycling Team               | 19 pts                               |
| 5e                                   | Annemiek van Vleuten                 | Pays-Bas                             | Movistar Team                        | 18 pts                               |
| 6e                                   | Kathrin Hammes                       | Allemagne                            | EF Education-TIBCO-SVB               | 11 pts                               |
| 7e                                   | Ashleigh Moolman Pasio               | Afrique du Sud                       | AG Insurance-Soudal Quick-Step       | 11 pts                               |
| 8e                                   | Juliette Labous                      | France                               | Team DSM-Firmenisch                  | 10 pts                               |
| 9e                                   | Julie Van de Velde                   | Belgique                             | Fenix-Deceuninck                     | 9 pts                                |
| 10e                                  | Agnieszka Skalniak-Sójka             | Pologne                              | Canyon-SRAM Racing                   | 8 pts                                |
| modifier                             |                                      |                                      |                                      |                                      |

| Classement général de la meilleure jeune | Classement général de la meilleure jeune | Classement général de la meilleure jeune | Classement général de la meilleure jeune | Classement général de la meilleure jeune |
|                                          | Coureur                                  | Pays                                     | Équipe                                   | Temps                                    |
| ---------------------------------------- | ---------------------------------------- | ---------------------------------------- | ---------------------------------------- | ---------------------------------------- |
| 1er                                      | Cédrine Kerbaol                          | France                                   | Ceratizit-WNT                            | en 25 h 30 min 2 s                       |
| 2e                                       | Ella Wyllie                              | Nouvelle-Zélande                         | Lifeplus Wahoo                           | + 3 min 8 s                              |
| 3e                                       | Eleonora Gasparrini                      | Italie                                   | UAE Team ADQ                             | + 23 min 6 s                             |
| 4e                                       | Léa Curinier                             | France                                   | Team DSM-Firmenich                       | + 28 min 5 s                             |
| 5e                                       | Alice Towers                             | Grande-Bretagne                          | Canyon-SRAM Racing                       | + 32 min 10 s                            |
| 6e                                       | Caroline Andersson                       | Suède                                    | Liv Racing TeqFind                       | + 32 min 46 s                            |
| 7e                                       | Silke Smulders                           | Pays-Bas                                 | Liv Racing TeqFind                       | + 32 min 58 s                            |
| 8e                                       | Julia Borgström                          | Suède                                    | AG Insurance-Soudal Quick-Step           | + 33 min 28 s                            |
| 9e                                       | Julie De Wilde                           | Belgique                                 | Fenix-Deceuninck                         | + 57 min 40 s                            |
| 10e                                      | Nina Berton                              | Luxembourg                               | Ceratizit-WNT                            | + 57 min 41 s                            |
| modifier                                 |                                          |                                          |                                          |                                          |

| Classement par équipes | Classement par équipes         | Classement par équipes | Classement par équipes |
|                        | Équipe                         | Pays                   | Temps                  |
| ---------------------- | ------------------------------ | ---------------------- | ---------------------- |
| 1re                    | SD Worx                        | Pays-Bas               | en 76 h 17 min 38 s    |
| 2e                     | Canyon-SRAM Racing             | Allemagne              | + 12 min 5 s           |
| 3e                     | Movistar Team                  | Espagne                | + 18 min 3 s           |
| 4e                     | FDJ-Suez                       | France                 | + 19 min 40 s          |
| 5e                     | UAE Team ADQ                   | Émirats arabes unis    | + 31 min 26 s          |
| 6e                     | AG Insurance-Soudal Quick-Step | Belgique               | + 35 min 53 s          |
| 7e                     | Jumbo-Visma                    | Pays-Bas               | + 44 min 26 s          |
| 8e                     | Lidl-Trek                      | États-Unis             | + 47 min 31 s          |
| 9e                     | Team DSM-Firmenisch            | Pays-Bas               | + 50 min 20 s          |
| 10e                    | Israel-Premier Tech Roland     | Suisse                 | + 57 min 29 s          |
| modifier               |                                |                        |                        |

Cédrine Kerbaol et sa voiture suiveuse.
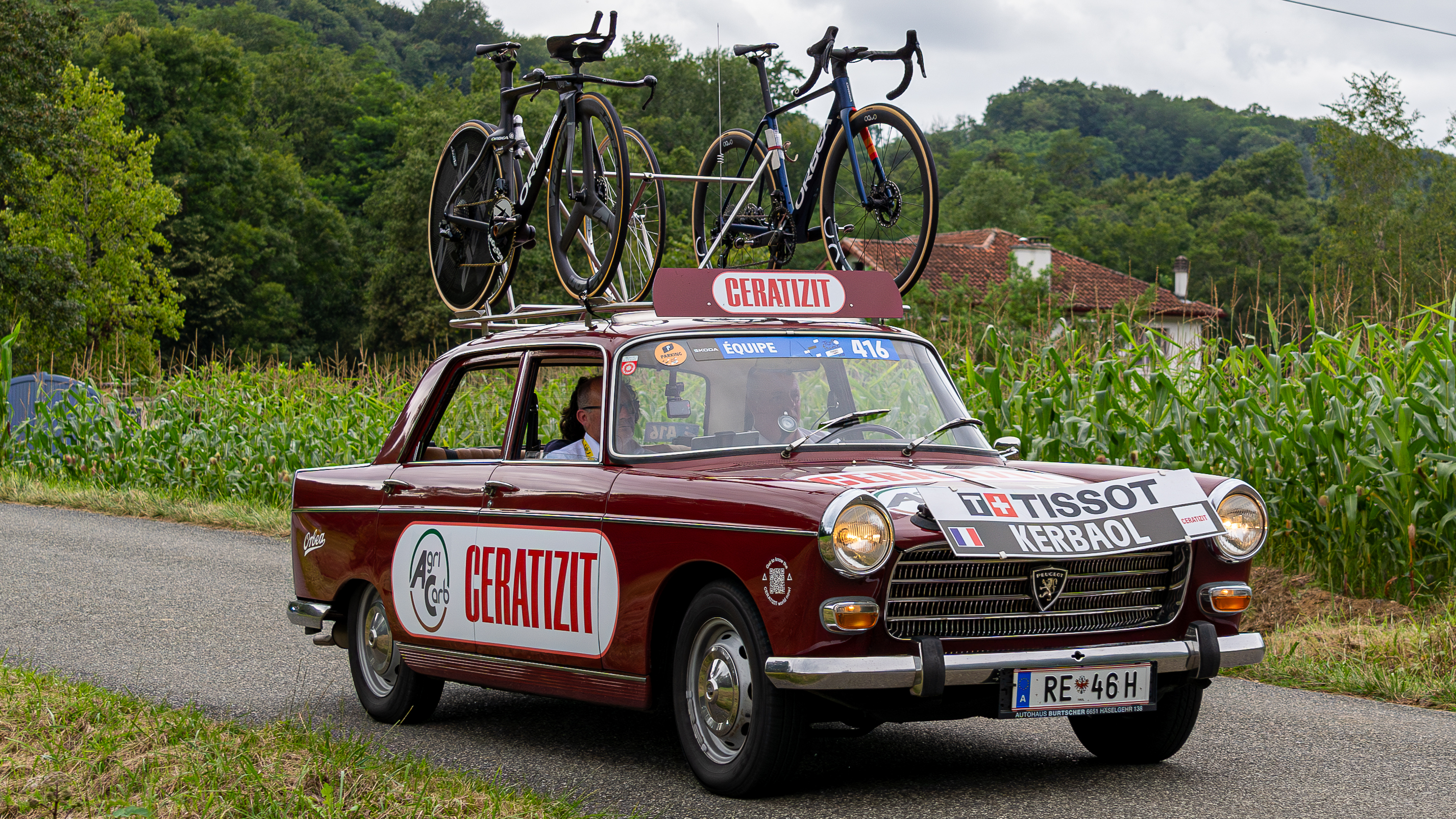
Peugeot 404 de l'équipe Ceratizit.
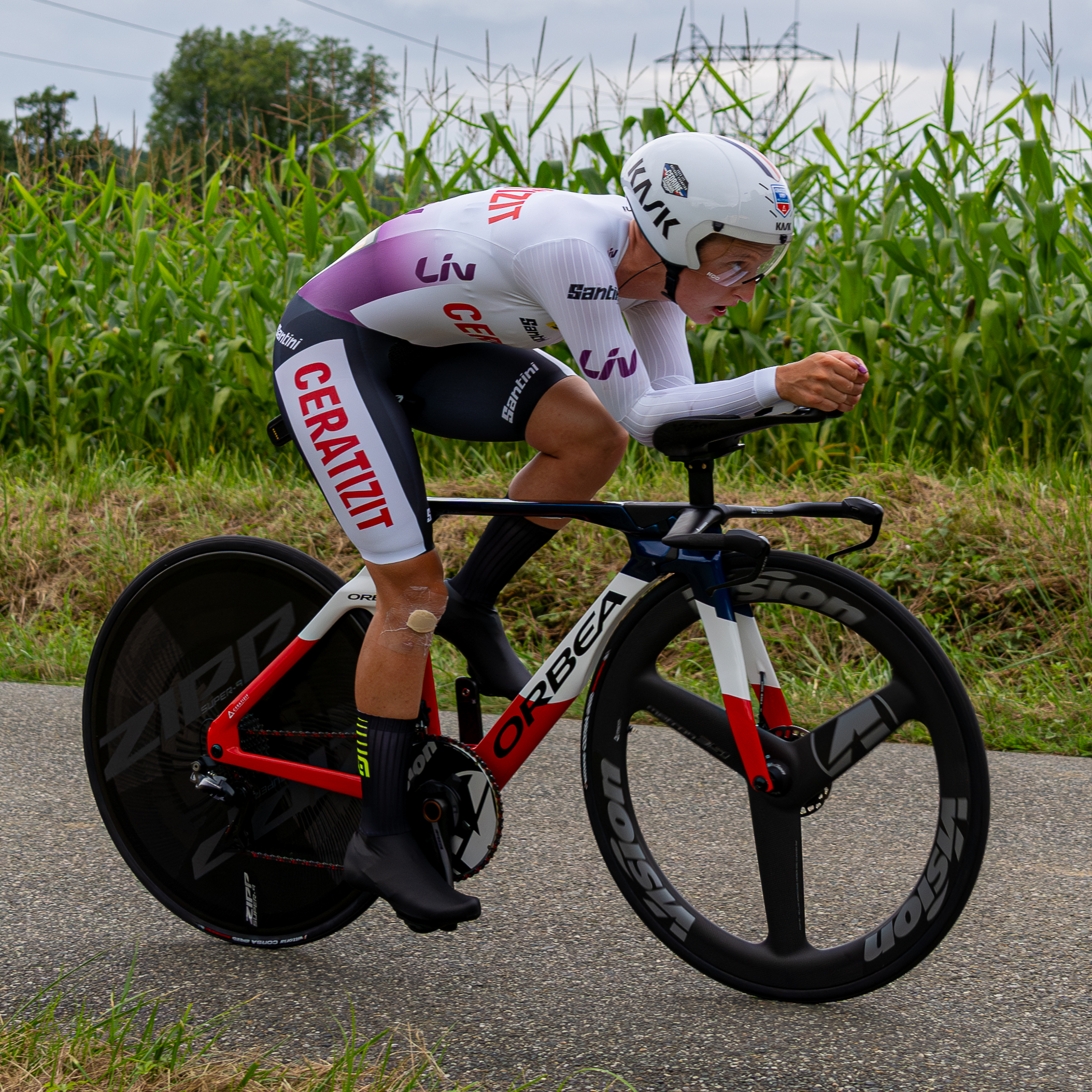
Cédrine Kerbaol.

## Abandons
- Mavi García (Liv Racing TeqFind) : non partante